# Élise Grappe
Élise Grappe, née Élise Mounier-Lambert le 26 décembre 1911 à Saint-Égrève (Isère) et morte le 25 novembre 1996 à Saint-Martin-d'Hères (Isère), est une femme politique française.

## Biographie
Élise Mounier-Lambert, épouse Grappe, naît dans une famille paysanne originaire du Dauphiné, elle est mère de 3 enfants. Elle est d'abord titulaire du brevet supérieur puis diplômée de l'École normale d'institutrices de Grenoble. Quand survient la Seconde Guerre mondiale, elle est enseignante à l'école maternelle de Saint-Martin-d'Hères.
Elle adhère au PCF en 1944. Militante engagée, elle figure sur la liste PCF aux législatives de 1951 en 3e position derrière André Dufour et Paul Billat. Leur liste obtient 85 524 voix se classant ainsi en 1re position et remportant 3 sièges. Élise Grappe est ainsi la 1re femme que l'Isère envoie à l'Assemblée nationale, où elle devient membre de la Commission de l'intérieur et ce jusqu'en 1956.
Quand viennent les élections législatives de 1956, elle figure de nouveau à la 3e place mais elle est reconduite dans ses fonctions, la liste PCF étant arrivée en tête en obtenant 82 190 voix. À l'Assemblée, elle devient membre des commissions de la presse et de l'éducation nationale, où elle sera renouvelée le 4 octobre 1957. Le 20 février 1958, elle devient membre suppléant de la Commission chargée de la surveillance et du contrôle des publications destinées à l'enfance et à l'adolescence. De 1945 à 1965 elle est secrétaire générale de l'Union des Femmes Françaises de l'Isère.
Son mari, Étienne Grappe, résistant communiste lui aussi, est maire communiste de Saint-Martin-d'Hères de 1959 à 1971. Elle est secrétaire fédérale du PCF Isère plusieurs années après son départ de l'Assemblée nationale.

## Détail des fonctions et des mandats
Mandats parlementaires
- 17 juin 1951 - 1er décembre 1955 : Députée de l'Isère
- 2 janvier 1956 - 8 décembre 1958 : Députée de l'Isère